# Gare de Lörrach-Brombach/Hauingen
La gare de Lörrach-Brombach/Hauingen est une gare située à Lörrach, dans le Bade-Wurtemberg.

## Situation ferroviaire
La gare est située au point kilométrique (PK) 10,21 de la Wiesentalbahn (ligne entre Bâle et Zell im Wiesenthal).

## Service voyageurs

### Desserte
| Origine       | Arrêt précédent | Train | Train | Train | Arrêt suivant | Destination           |
| ------------- | --------------- | ----- | ----- | ----- | ------------- | --------------------- |
| Weil am Rhein | Haagen/Messe    |       | S     |       | Steinen       | Steinen ou Schopfheim |
| Bâle Badoise  | Haagen/Messe    |       | S     |       | Steinen       | Zell im Wiesental     |